# 願い (中村雅俊の曲)
「願い」（ねがい）は、中村雅俊の楽曲で34枚目のシングル。1990年5月21日に日本コロムビアから発売された。

## タイアップ
NTV系ドラマ「外科医・有森冴子」主題歌。「伝言」は、ポーラ化粧品「デイ・アン・デイ」CMソング。

## 収録曲
全作詞：大津あきら
1. 願い
  - 作曲：山崎稔　編曲：田代修二
2. 伝言
  - 作曲：都志見隆　編曲：佐藤準